# BibTeX

Logo de BibTeX.

BibTeX, estilizado {\displaystyle {\mathrm {B{\scriptstyle {IB}}\!T\!_{\displaystyle E}\!X} }}, es una herramienta computacional para el manejo de referencias bibliográficas, que da formato a listas de referencias que se utiliza habitualmente con el sistema de preparación de documentos LaTeX, dándole formato externo a las bibliografías de los documentos creados con LaTeX.
BibTeX fue creado por Oren Patashnik y Leslie Lamport en 1985. BibTeX facilita la realización de citas bibliográficas de un modo consistente mediante la separación de la información bibliográfica de la presentación de esta información. Este mismo principio de separación del contenido y presentación/estilo es usado tanto por LaTeX, como por XHTML y CSS, además de otros sistemas de formato electrónico de textos.

## Fichero/Archivo de información bibliográfica.bib
BibTeX usa un archivo externo en texto plano como base de datos de referencias bibliográficas para generar bibliografías y sus referencias en documentos con distintos formatos de artículos, libros, tesis, presentaciones, etc. Los nombres de archivos de referencias bibliográficas de BibTeX usualmente terminan o usan la extensión .bib.
Los ítems bibliográficos incluidos en un .bib están separados por tipos. Los tipos siguientes son reconocidos por virtualmente todos los estilos de BibTeX:
- article: Un artículo de un periódico o revista.
- book: Un libro con una editorial que se indica en forma explícita. Los campos requeridos en este caso son author (autor), editor, title (título), publisher (editorial) y year (año).
- booklet: Una obra que está impresa y encuadernada, pero sin una editorial o institución patrocinadora.
- conference: Lo mismo que inproceedings, incluido para compatibilidad con el lenguaje de marcación Scribe.
- inbook: Una parte de un libro, que puede ser un capítulo (o sección) o un rango de páginas.
- incollection: Una parte de un libro que tiene su propio título.
- inproceedings: Un artículo en las actas de sesiones (proceedings) de una conferencia.
- manual: Documentación técnica.
- mastersthesis: Una tesis de maestría (Master thesis) o proyecto fin de carrera.
- misc: Para uso cuando los demás tipos no corresponden.
- phdthesis: Una tesis de doctorado (Ph.D. thesis).
- proceedings: Las actas de sesiones de una conferencia.
- techreport: Un reporte publicado por una escuela u otra institución, usualmente numerado dentro de una serie.
- unpublished: Un documento que tiene un autor y título, pero que no fue formalmente publicado.

## Bibliographic style file:.bst
Los archivos/ficheros de estilo BibTeX, para los cuales el sufijo.bst es común, están escritos en un lenguaje de programación simple, que describe como deben ser formateados los elementos bibliográficos. El programa BibTeX bibtex les dará formato de acuerdo con el archivo (fichero) de estilo (style file), generando comandos de formato para TeX o LaTeX (o eventualmente, la aplicación que los utilice). Sin embargo, también existen archivos de estilo para generar bibliografías en HTML.

## Ejemplo

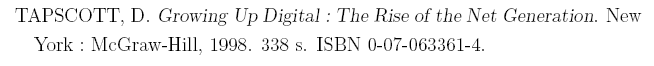
Una cita generada a partir de la información de BibTex

Un archivo .bib puede contener la siguiente entrada, en idioma inglés, que describe un manual de matemáticas:
```
 @Book
{
abramowitz+stegun,
   author    = "Milton Abramowitz and Irene A. Stegun",
   title     = "Handbook of Mathematical Functions with Formulas, Graphs, and Mathematical Tables",
   publisher = "Dover",
   year      = 1964,
   address   = "New York",
   edition   = "ninth Dover printing, tenth GPO printing",
   isbn      = "0-486-61272-4",
 
}

```

Si un documento hace referencia a este manual, la información bibliográfica puede ser formateada en diferentes maneras dependiendo del estilo de cita empleado (APA, MLA, Chicago etc.). La forma en que LaTeX maneja esto es especificando comandos \cite y el estilo de bibliografía deseado en el documento LaTeX. Si el comando \cite{abramowitz+stegun} aparece dentro de un documento LaTeX, el programa bibtex incluirá este libro en la lista de referencias para el documento y generará el código de formato LaTeX apropiado. Cuando se ve el documento de LaTeX formateado, el resultado podría verse así:
Abramowitz, Milton and Irene A. Stegun (1964), Handbook of mathematical functions with formulas, graphs, and mathematical tables. New York: Dover.
Dependiendo del archivo de estilo, BibTeX puede reordenar el nombre y apellido de los autores, cambiar de mayúscula a minúscula los títulos, omitir campos presentes en el archivo .bib, formatear el texto en itálicas, agregar puntuación, etc. Dado que el mismo archivo de estilo es usado para toda una lista de referencias, éstas estarán todas formateadas de manera consistente requiriendo sólo un mínimo de esfuerzo a los autores o editores.

## Archivos/Ficheros de estilo para diferentes usos
Hay muchos archivos de estilo diferentes listos para usar (readymade) para diferentes publicaciones. Si se necesita modificar aún más el estilo de cita, se puede emplear el paquete natbib, o usar el paquete makebst.

## Software
- BibTeX tools from Open Directory Archivado el 16 de junio de 2006 en Wayback Machine.

### Software libre
- Aigaion  Plataforma basada en web para manejar anotaciones bibliográficas en el formato BibTeX (PHP/MySQL) (GPL).
- BibDesk Un aplicación para Mac OS X para administrar referencias (Licencia BSD).
- BibTeX Converter Bib2x - Un conversor de BibTeX que usa plantillas para permitir cualquier tipo de formato de fichero (GPL)
- Bib-it Aplicación en plataforma Java para el control de referencias en el formato BibTeX, incluyendo un generador de estilos bibliográficos (.bst) (GPL)
- BibAdmin Herramienta de administración bibliográfica fácil de usar (PHP/MySQL) (GPL). Status: 3 - Alpha
- JabRef  Una interfaz libre y portable escrita en Java para administrar referencias en formato BibTeX, incluyendo interfaces de búsqueda para PubMed y CiteSeer (GPL).
- KBibTex Editor de BibTex para KDE (GPL 2)
- RefTeX (RefTeX)  (GPL 2)
- tkbibtex,[1] editor y navegador portable de BibTeX, escrito en Tcl/Tk y que opera en Unices o Windows
- Wikindx Una herramienta de administración bibliográfica basada en HTML que soporta BibTeX (PHP/MySQL) (GPL)

### Software no libre
- Citavi Gestor de referencias bibliográficas y del conocimiento con soporte para BibTeX. Disponible solamente para MS Windows.
- Synapsen  Gestor de referencias bibliográficas con soporte especial para BiBTeX, escrito en Java. Shareware.

### Bases de datos bibliográficas
- Amatex. Usa Amazon para generar entradas de BibTeX automáticamente.
- BibSonomy, Un Social bookmarking sistema de gestión de la publicación (publication management system) basado en BibTeX
- The Collection of Computer Science Bibliographies usa BibTeX como formato de datos interno, busca resultados y contribuciones primariamente en BibTeX.
- CiteSeer, una base de datos online de publicaciones de investigación que pueden producir citations en formato BibTeX
- CiteULike, Una base de datos bibliográfica community based que soporta input y output en formato BibTeX
- HubMed Una interface de PubMed versátil que incluye output en BibTeX.
- Lead2Amazon. Usa Amazon para generar entradas de BibTeX automáticamente.
- TeXMed Una interface de BibTeX para PubMed

### Otros
- BibTex tutorial. Sección de los tutoriales Getting to Grips with LaTeX.
- CTAN: the Comprehensive TeX Archive Network
- LaTeX Bibliography Style Database. A database for BibTex style files for various journals.
- The BibTeX Format. Description of the BibTeX format.
- Online BibTeX Converter convierte bibtex a html, rtf, y otros formatos.
- BibTeX using LaTeX2e in WinEdit Archivado el 2 de junio de 2007 en Wayback Machine.

- Datos: Q8029
- Multimedia: BibTeX / Q8029